# Сиренівка (Калінінградська область)
Сиренівка (рос. Сиреневка) — селище Черняховського району, Калінінградської області Росії. Входить до складу Каменського сільського поселення.
Населення —  36 осіб (2015 рік). 

## Населення
| 2002 | 2010 |
| ---- | ---- |
| 34   | ↗36  |